# 塞凡國家公園

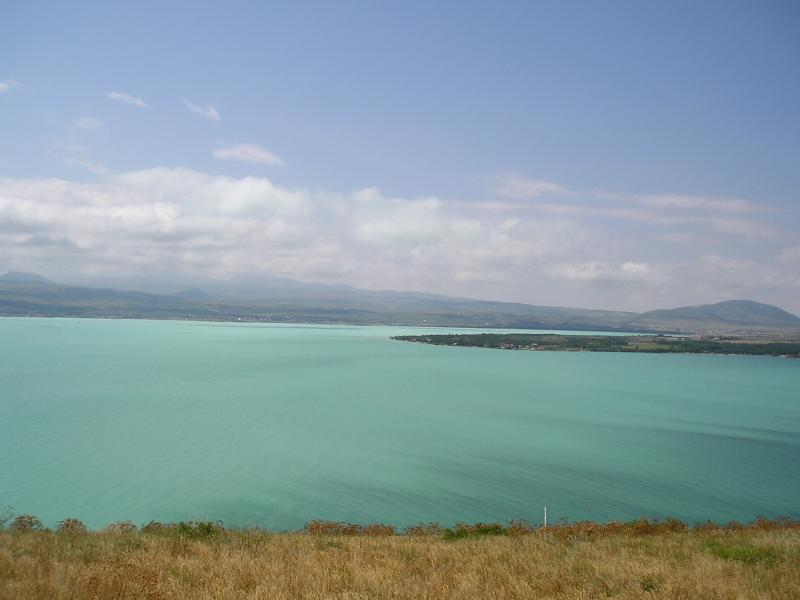

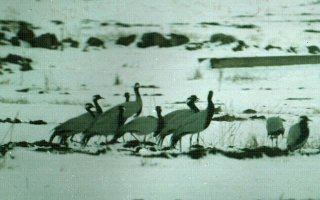

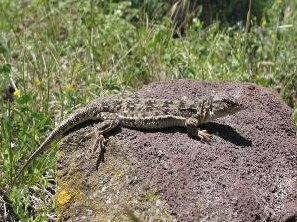

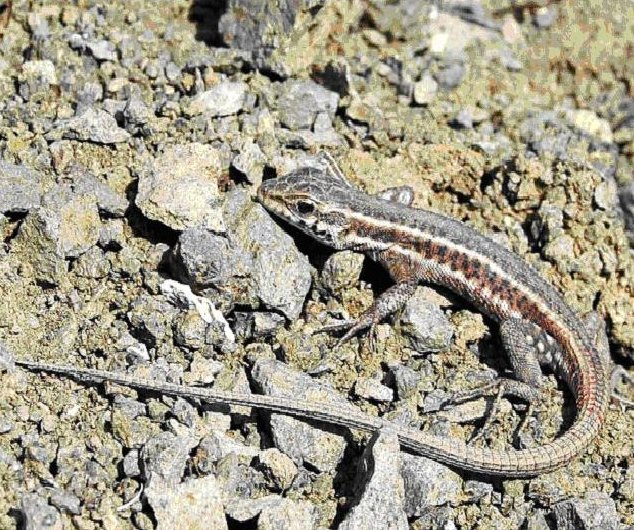

塞凡國家公園是亞美尼亞的國家公園，位於該國東部，由格加爾庫尼克州負責管轄，始建於1978年，該地區有1,145種植物生長和267種鳥類棲息。
40°20′46″N 45°20′04″E / 40.34611°N 45.33444°E